# Henri Schneider (réalisateur)
Pour les articles homonymes, voir Henri Schneider et Schneider.
Henri Schneider (1902-1988) est un scénariste et un réalisateur français, actif de la fin des années 1940 au début des années 1970.

## Filmographie
comme réalisateur
- 1947 : Le Pèlerin de l'enfer
- 1951 : La Grande Vie
- 1953 : Yonatan Ve Tali (Yonatan and Tali)

comme scénariste
- 1947 : Le Pèlerin de l'enfer avec Robert Lussac et Henri Storck
- 1949 : Ainsi finit la nuit, film d'Emil-Edwin Reinert, avec René Jolivet et Jacques Natanson
- 1951 : La Grande Vie avec Albert Riéra
- 1973 : La Tontine, téléfilm de Claude Deflandre, d'après la comédie d'Alain-René Lesage

## Distinction
- Prix Jean-Vigo 1952 pour La Grande Vie[1]